# Harald Lindberg
Harald Lindberg (Hèlsinki, 1871 - íd., 1963) va ser un botànic, briòleg i zoòleg finlandès.
Va ser una de les principals figures de la Universitat de Hèlsinki, on va fer una carrera de 44 anys (1897 - 1941).
El seu herbari es conserva a la Universitat de Hèlsinki

## Algunes publicacions

### Llibres
- Lindberg, H. 1897-1900. Om Pohlia pulchella (Hedw.), P. Carnea (L) och nagra med dem sammanblandade former. Ed. Helsingfors : Societas pro fauna et flora Fennica

- ----. 1899. Om Pohlia pulchella (Hedw.) P. carnea (L.) och nagra med dem sammanblandade former; med 1 tafla. Ed. Helsingfors

- ----. 1901. Luettelo saniaisista ja siemenkasveista, jotka kasvavat villeina tai metsistyneina Suomessa ja merien rajoittamissa osissa Venajaa = Enumeratio plantarum in Fennoscandia orientali sponte et subsponte nascentium = Forteckning ofver ormbunkar och frovaxter vildtvaxande och forvildade i Finland och angransande delar af Ryssland; antagen af Helsingfors botaniska bytesforeningen. Ed. Helsingfors : Soderstrom,
- ----. 1901. Enumeratio plantarum in Fennoscandia orientali sponte et subsponte nascentium. Forteckning ofver ormbunkar och frovaxter vildtvaxande och forvildade i Finland och angransande delar af Ryssland. Luettelo saniaisista ja siemenkasveista jotka kasvavat villeina tai metsistyneina Suomessa ja siihen rajoittuvissa osissa Venajaa. Ed. Helsingfors, Soderstrom
- ----. 1902. Die nordeuropaischen Formen von Scirpus (Heleocharis) paluster L. Ed. Helsingfors : K. Malmstroms Druckerei
- ----. 1906. Schedae operis quod inscribitur Plantae Finlandiae exsiccatae e Museo Botanico Universitatis Helsingforsiensis distributae. Ed. Helsingforsiae : J. Simelii arfvingars boktr., 1906 [i.e. 1907]-1933/1944 [i.e. 1944]

- Hammer, K; Harald Lindberg; Hakan Lindberg; Par Harald Lindberg. 1906. Hymenoptera aculeata / 2. Chrysididae, Scoliidae, und Mutillidae der Insel Cypern. Ed. Helsingfors : Societas scientiarum Fennica

- Lindberg, H. 1907. Taraxacum-former fran sodra och mellersta Finland. Ed. Helsingfors : [s.n.]
- ----. 1908. Taraxacum-Former fran sodra och mellersta Finland. Ed. Helsingfors ;[Kuopio] : [Malmstrom], 1907

- ----. 1909. Die nordischen Alchemilla vulgaris-Formen und ihre Verbreitung. Tesis/dissertació : manuscrit material d'arxiu. Ed. Helsingfors

- ----. 1910. Die nordischen Alchemilla vulagris-Formen und ihre Verbreitung : Ein Beitrag zur Kenntnis der Einwanderung der Flora Fennoscandias mit besonderer Ru¨cksicht auf die finlandische Flora. Tesis/dissertació : manuscrit, material d'arxiu. Ed. Helsingfors : Finn. Litteraturges.
- ----. 1916. Schede operis quod inscribitur Plante Finlandiæ exsiccatæ e Museo botanico Universitatis helsingforsiensis distributæ. Fasc. IX-XX. N:ris 401-1000. Ed. Helsingfors : Museo botanico Universitatis helsingforsiensis
- ----; Hakan Lindberg. 1929-1940. Inventa entomologica itineris Hispanici et Maroccani. Ed. Helsingfors

- ----. 1932. Itinera mediterranea. Ed. Helsingfors: Akad. Buchh.; Berlin: Friedlander

- ----. 1932. Intinera Mediterranea : ein beitrag zur kenntnis der westmediterranen Flora auf Grund eines Materials von Gefassplanzen, gesammelt in Tunesien und Sizilien im Jahre 1924 und in Spanien und Marokko im Jahre 1926. Ed. Helsingfors : Akad. Buchhandlund

- ----. 1932. Itinera mediterranea; ein beitrag zur kenntnis der westmediterranen flora auf grund eines materials von gefasspflanzen, gesammelt in Tunesien und Sizilien im jahre 1924 und in Spanien und Marokko im jahre 1926. Ed. Helsingfors

- ----. 1935. Die Fruchte der Taraxacum-Arten Finnlands. Ed. Helsingforsiae: (Akad. Buchh.; Berlin: Friedlander)

- ----. 1935. Die Fruchte der Taraxacum-Arten Finnlands. Ed. Helsingforsiae

- ----; Hakan Lindberg. 1935. Inventa entomologica itineris Hispanici et Maroccani, quod a. 1926 fecerunt. Ed. Helsingfors : Societas scientiarum fennica

- ----. 1942. En botanisk resa till Cypern 1939 : fo¨redrag vid tilltradandet av ordforandeskapet i vid finska vetenskaps-societeten den 29 april 1941. Ed. Helsingfors : Mercator

- ----. 1942. En botanisk resa till Cypern 1939. Ed. Helsingfors
- 1946. Itiner Cyprium : contributio ad cognitionem florae insulae Cypri. Ed. Helsingfors : Societas scientiarum Fennicae

- ----. 1946. Iter Cyprium, contributio ad cognitionem florae insulae Cypri. Ed. Helsingfors

- Ribaut, H; Harald Lindberg; Hakan Lindberg; Par Harald Lindberg1948. On the insect fauna of Cyprus : results of the expedition of 1939 / 3. Homopteres nouveaux de Chypre. Ed. Helsingfors : Societas scientiarum Fennica

- Pittioni, B; Harald Lindberg; Hakan Lindberg; Par Harald Lindberg. 1950. Hymenoptera aculeata / 1. Diloptera, Fossores und Apoidea der Insel Cypern. Ed. Helsingfors : Societas scientiarum Fennica

- Lindberg, H. 1957. Bibliotheca zoologica Fenniae : Opera annorum 1901 - 1930. Mandatu Societatis ... cur. Ed. Helsingforsiae

- Lindberg, H; Hakan Lindberg; Adrien Roudier. 1958. Coleoptera Insularum Canariensium / 1. Aglycyderidae und Curculionidae / unter Mitwirkung von Adrien Roundier. Ed. Helsingfors : Socieas scientiarum Fennica

- ----; Ha°kan Lindberg. Aglycyderidae und Curculionidae. 1958. Ed. København : Munksgaard [u.a.]

- ----. 1958. Vaxter kanda fran Norden i Linne's herbarium : Plantae e septentrione cognitae in herbario Linnaei. Ed. Helsingfors : Societas pro fauna et flora Fennica

- ----. 1958. Vaxter kanda fran i Linne's herbarium. Plantae e septentrione in Herbario Linnaei. Ed. Helsinki : Societas pro Fauna et Flora Fennica

- ----. 1958. Vaxter kanda fran norden i Linne's herbarium. Ed. Helsinki, 1958.

- ----; Hakan Lindberg; Karl E Schedl. 1959. Scolytidae. Ed. København : Munksgaard [u.a.]

## Honors

### Epònims
- (Poaceae) Lindbergella Bor[2]